# Torneo Repubblica di San Marino
Torneo Repubblica di San Marino (z wł. Turniej Republiki San Marino) – międzynarodowy towarzyski klubowy turniej piłkarski rozgrywany regularnie latem od 1998 do 2002, z wyjątkiem 1999, na stadionie La Fiorita "Dino Manuzzi" w Cesenie (Włochy). W 2002 nazywał się Coppa Axel-Coppa Lotto. 
Turniej był rozgrywany w formacie pojedynczego meczu. W przypadku remisu przeprowadzana była seria rzutów karnych.

## Finały
| Edycja | Rok  | Finał          | Finał          | Finał           |                |
| Edycja | Rok  | Zwycięzca      | Wynik          | Finalista       |                |
| ------ | ---- | -------------- | -------------- | --------------- | -------------- |
| I      | 1998 | Juventus F.C.  | 2:0            | Raja Casablanca |                |
|        | 1999 | Nie rozgrywano | Nie rozgrywano | Nie rozgrywano  | Nie rozgrywano |
| II     | 2000 | Bologna FC     | 2:0            | Juventus F.C.   |                |
| III    | 2001 | Juventus F.C.  | 2:0            | Bologna FC      |                |
| IV     | 2002 | Juventus F.C.  | 2:0            | Olympiakos SFP  |                |

## Statystyki
| Lp.  | Klub            | Zdobywca | Finalista | Lata triumfów    |
| ---- | --------------- | -------- | --------- | ---------------- |
| 1.   | Juventus F.C.   | 3        | 1         | 1998, 2001, 2002 |
| 2.   | Bologna FC      | 1        | 1         | 2000             |
| 3-4. | Raja Casablanca | 0        | 1         |                  |
|      | Olympiakos SFP  | 0        | 1         |                  |